# Body of Proof
Body of Proof is een Amerikaanse politieserie die geproduceerd wordt door ABC Studios. De serie debuteerde in de Verenigde Staten op 29 maart 2011 op ABC. In Vlaanderen wordt de serie vanaf 2 april 2021 uitgezonden op Play7. In Nederland wordt de serie uitgezonden op Net5. De serie werd in 2013 na drie seizoenen stopgezet.

## Verhaal
Dokter Megan Hunt was in een eerder leven een gerespecteerd neurochirurg. Mede door haar drukke professionele activiteiten eindigde haar huwelijk in een scheiding en verloor ze de voogdij over haar dochter aan haar ex-man. Na haar echtscheiding had ze een auto-ongeluk met als gevolg dat ze een verminderd gevoel in haar handen kreeg. Toen een van haar patiënten op de operatietafel stierf stopte ze met de chirurgie. Ze wordt schouwarts bij de politie van Philadelphia en met haar gedrevenheid lost ze moordzaken op, maar diezelfde gedrevenheid wekt ook irritaties op bij haar collega's. Haar kennis en kunde als chirurg komt vaak goed van pas bij het oplossen van de verschillende moorden.

## Rolverdeling
- Dana Delany als Dr. Megan Hunt
- Nicholas Bishop als Peter Dunlop
- Jeri Ryan als Dr. Kate Murphy
- John Carroll Lynch als Detective Bud Morris
- Sonja Sohn als Detective Samantha Baker
- Geoffrey Arend als Dr. Ethan Gross
- Windell Middlebrooks als Dr. Curtis Brumfield
- Jeffrey Nordling als Todd Fleming
- Mary Mouser als Lacey Fleming
- Joanna Cassidy als Judge Joan Hunt
- Cliff Curtis als FBI-agent Derek Ames